# Deepin
Deepin (ehemals Linux Deepin und Hiweed Linux) ist eine chinesische Linux-Distribution, die auf Debian basiert. Sie ist die meistgenutzte chinesische Linux-Distribution. Sie bildet außerdem technisch die Grundlage für das chinesische Unity Operating System, durch das die chinesische Regierung das Betriebssystem Microsoft Windows in China ersetzen will.

## Entwicklungsgeschichte
Die seit 2013 eigens entwickelte Desktop-Umgebung Deepin Desktop Environment basierte ursprünglich auf WebKit und HTML5, bis sie 2015 auf Qt 5 portiert wurde. Ende 2015 erfolgte auch dadurch ein Umbruch, dass die Distribution von Ubuntu auf „Debian unstable“ als Basissystem umstieg, begleitet von einer neuen Syntax der Versionsnummern, einem neuen Logo und dem Wegfall des Wortes Linux im Namen. Diese Basis wurde bis März 2019 verwendet. Seitdem dient „Debian stable“ als Grundlage des Betriebssystems.
In der Version 2014.2 wurde erstmals die kommerzielle Windows-Kompatibilitätsschicht CrossOver aufgrund einer Partnerschaft mit der CrossOver-Entwicklerfirma CodeWeavers kostenlos mitgeliefert. Außerdem war WPS Office vorinstalliert. Mittlerweile kommt das Betriebssystem mit der Open-Source Software LibreOffice.
Seit Herbst 2019 verkauft Huawei in China Notebooks mit vorinstalliertem Deepin (neben gleichartigen Windows-Notebooks). Laut Notebookcheck ist dies eine direkte Folge des im Frühjahr 2019 in Kraft getretenen Verbots bestimmter Technologietransfers an Huawei durch die US-Regierung. Die Verbreitung der Distribution Deepin hat durch den Versuch Chinas, seit 2019 von US-amerikanischer Technologie unabhängig zu werden, einen großen Schub erfahren. Im Januar 2020 beispielsweise wurde das chinesische Unity Operating System (UOS), welches auf Deepin basiert, erstmals in einer stabilen Version veröffentlicht.
Der Zusammenhang zwischen UOS und Deepin wurde von der Entwicklergemeinschaft 2020 wie folgt beschrieben: UOS sei eine kommerzielle Linux-Distribution in China. Die wesentliche Entwicklungsarbeit dieser kommerziellen Distribution finde jedoch innerhalb der Deepin-Gemeinschaft statt; die Beziehung zwischen den beiden Distributionen Deepin und UOS sei so wie die Beziehung zwischen den beiden Distributionen Fedora (Entwicklergemeinschaft) und Red Hat Enterprise Linux (RHEL) (kommerzielle Distribution).
Mit dem am 31. März 2022 erschienenen Update bietet Deepin als erstes Unixartiges Betriebssystem an, den Desktop durch Gesichtserkennung zu entsperren.

## Marktanteil
Nach eigenen Angaben hatte Deepin im Dezember 2022 mehr als 3 Millionen Nutzer weltweit, unterstützte 33 Sprachen und wurde seit 2008 insgesamt 80 Millionen Mal heruntergeladen.

## Angepasste Anwendungen
Deepin wird mit einigen selbstentwickelten Programmen ausgeliefert. Dazu gehören unter anderem:
- Deepin AppStore, eine grafische Benutzeroberfläche für das Paketverwaltungsprogramm APT
- Deepin Boot Maker, Bootmanager
- Deepin Emacs
- Deepin Movie auf Basis von FFmpeg
- Deepin Screen Recorder, Screenshot-Programm
- Deepin Terminal
- Deepin System Monitor
- Deepin Browser[15]
- Deepin Mailer[15]

## Rezeption

### Ästhetik
Die Distribution wird generell sowohl von Nutzern als auch von Reviewern für ihre Ästhetik gelobt. So z. B. von Fossbytes und Techrepublic.

### Performance
Deepin hatte den Ruf, selbst im Leerlauf hohe Prozessor- und Speicherlast zu verursachen, als es noch auf dem GUI-Toolkit GTK und HTML basierte.
Nach dem Wechsel zu Qt (Anwendungsframework und GUI-Toolkit) verbesserte sich aber die Rechenleistung laut einem „Review“ von linux.com im September 2018.

### Gegenseitige Spionagevorwürfe
2018 wurde bekannt, dass die Statistikerhebung von Deepin die Spyware CNZZ des chinesischen Konzerns Umeng+ beinhaltet. Das Unternehmen gab daraufhin bekannt, es würde keine privaten Nutzerdaten sammeln. Laut Deepin ist CNZZ ein Webservice ähnlich Google Analytics und wird dazu verwendet, anonym Nutzerdaten wie die Fenstergröße, den verwendeten Browser und den Useragent zu erheben, um damit zu analysieren, wie der Deepin Store genutzt wurde, und auf Grundlage dessen diesen zu verbessern.
Aufgrund der negativen Reaktionen der Nutzer entfernte das Unternehmen am 20. Juli 2018 CNZZ von der Deepin App Store Webseite.
Der Kopf der Abteilung zur Aufklärung von Bedrohungsszenarien bei Radware äußerte Bedenken darüber, dass Deepin die Analysedaten an die chinesische Regierung weitergeben könne, denn auch wenn CNZZ entfernt wurde, so werden doch weiterhin Daten gesammelt mittels Diensten von Umeng+. Laut dem Anwalt für Informationssicherheit Steven T. Snyder, ist es aufgrund der schieren Größe von Deepin's Codebasis, unmöglich auszuschließen, dass die chinesische Regierung dort über Hintertüren verfügt. Des Weiteren unterhält Deepin Verbindungen zu Huawei, dessen Produkte in einigen Ländern verboten sind.

## Versionsgeschichte
| Distributionsname | Version | Veröffentlichungsdatum | Linux-Kernel                 | Desktop-Umgebung               | basiert auf       |
| ----------------- | ------- | ---------------------- | ---------------------------- | ------------------------------ | ----------------- |
| Hiwix             | 0.1     | 28. Februar 2004       |                              | IceWM                          | Morphix           |
| Hiweed Linux      | 0.2     | 3. März 2004           |                              | IceWM                          | Morphix           |
| Hiweed Linux      | 0.3     | 22. Juli 2004          | 2.4                          | Xfce                           | Debian            |
| Hiweed Linux      | 0.55    | 25. September 2004     | 2.6                          | Xfce                           | Debian            |
| Hiweed Linux      | 0.6     | 24. Februar 2005       |                              | Xfce                           | Debian            |
| Hiweed Linux      | 1.0     | 25. September 2006     |                              | Xfce                           | Ubuntu            |
| Hiweed Linux      | 2.0     | 17. November 2008      |                              | LXDE                           | Ubuntu            |
| Linux Deepin      | 9.12    | 30. Dezember 2009      |                              | GNOME 2                        | Ubuntu            |
| Linux Deepin      | 10.06   | 20. Juli 2010          |                              | GNOME 2                        | Ubuntu            |
| Linux Deepin      | 10.12   | 31. Dezember 2010      |                              | GNOME 2                        | Ubuntu            |
| Linux Deepin      | 11.06   | 4. Juli 2011           |                              | GNOME 2                        | Ubuntu            |
| Linux Deepin      | 11.12   | 30. Dezember 2011      |                              | GNOME 3                        | Ubuntu            |
| Linux Deepin      | 11.12.1 | 29. Februar 2012       |                              | GNOME 3                        | Ubuntu            |
| Linux Deepin      | 12.06   | 17. Juli 2012          |                              | GNOME 3                        | Ubuntu            |
| Linux Deepin      | 12.12   | 19. Juni 2013          |                              | Deepin Desktop Environment 1.0 | Ubuntu            |
| Linux Deepin      | 12.12.1 | 7. August 2013         |                              | Deepin Desktop Environment 1.0 | Ubuntu            |
| Linux Deepin      | 2013    | 28. November 2013      |                              | Deepin Desktop Environment 1.0 | Ubuntu            |
| deepin            | 2014    | 6. Juli 2014           |                              | Deepin Desktop Environment 2.0 | Ubuntu            |
| deepin            | 2014.1  | 28. August 2014        |                              | Deepin Desktop Environment 2.0 | Ubuntu            |
| deepin            | 2014.2  | 31. Dezember 2014      |                              | Deepin Desktop Environment 2.0 | Ubuntu            |
| deepin            | 2014.3  | 28. April 2015         |                              | Deepin Desktop Environment 2.0 | Ubuntu            |
| deepin            | 15      | 31. Dezember 2015      |                              | Deepin Desktop Environment 3.0 | Debian (Unstable) |
| deepin            | 15.1    | 29. Januar 2016        |                              | Deepin Desktop Environment 3.0 | Debian (Unstable) |
| deepin            | 15.2    | 1. Juni 2016           |                              | Deepin Desktop Environment 3.0 | Debian (Unstable) |
| deepin            | 15.3    | 13. September 2016     |                              | Deepin Desktop Environment 3.0 | Debian (Unstable) |
| deepin            | 15.4    | 19. April 2017         |                              | Deepin Desktop Environment 4.0 | Debian (Unstable) |
| deepin            | 15.5    | 30. November 2017      |                              | Deepin Desktop Environment 4.4 | Debian (Unstable) |
| deepin            | 15.6    | 15. Juni 2018          |                              | Deepin Desktop Environment 4.5 | Debian (Unstable) |
| deepin            | 15.7    | 21. August 2018        |                              | Deepin Desktop Environment     | Debian (Unstable) |
| deepin            | 15.8    | 15. November 2018      |                              | Deepin Desktop Environment     | Debian (Unstable) |
| deepin            | 15.9    | 15. Januar 2019        |                              | Deepin Desktop Environment     | Debian (Unstable) |
| deepin            | 15.10   | 28. April 2019         |                              | Deepin Desktop Environment     | Debian (Stable)   |
| deepin            | 15.11   | 19. Juli 2019          |                              | Deepin Desktop Environment     | Debian (Stable)   |
| deepin            | 20.0    | 11. September 2020     | 5.4 und 5.7                  |                                | Debian 10.5       |
|                   | 20.1    | 31. Dezember 2020      | 5.8                          |                                | Debian 10.6       |
|                   | 20.2    | 31. März 2021          | 5.10 (LTS) und 5.11 (Stable) |                                | Debian 10.8       |
|                   | 20.3    | 23. November 2021      | 5.15                         |                                |                   |
|                   | 20.4    | 18. Januar 2022        | 5.10 (LTS) und 5.15 (Stable) |                                |                   |
|                   | 20.5    | 31. März 2022          | 5.10 (LTS) und 5.15 (Stable) |                                |                   |
|                   | 20.6    | 31. Mai 2022           | 5.15 und 5.17                |                                |                   |
|                   | 20.7    | 1. September 2022      | 5.15 und 5.18                |                                |                   |
|                   | 20.8    | 8. Dezember 2022       | 5.15 (LTS)                   |                                |                   |
|                   | 20.9    | 17. April 2023         | 5.15 (LTS)                   |                                |                   |
|                   | 23.0    | 15. August 2024        |                              |                                |                   |
|                   | 25.0.1  | 2. Juli 2025           |                              |                                |                   |